# Myrmilla
Myrmilla is een geslacht van vliesvleugelige insecten van de familie Mierwespen (Mutillidae).

## Soorten
- M. anopla Skorikov, 1927
- M. calva (Villers, 1789)
- M. capitata (Lucas, 1849)
- M. caucasica (Kolenati, 1846)
- M. corniculata (Sichel & Radoszkowski, 1869)
- M. erythrocephala (Latreille, 1792)
- M. glabrata (Fabricius, 1775)
- M. labecua Nagy, 1968
- M. lezginica (Radoszkowski, 1885)
- M. macrura Nagy, 1968
- M. mavromoustakisi Hammer, 1950
- M. mutica (Andre, 1903)
- M. skorikovi Lelej, 1985
- M. troodosica Hammer, 1950
- M. vutshetitshi Skorikov, 1927